# Japanischer Marder
Der Japanische Marder (Martes melampus) ist eine Raubtierart aus der Gattung der Echten Marder. Er ist eng mit dem Zobel und dem europäischen Baummarder verwandt.

## Beschreibung
Die Fellfärbung des Japanischen Marders variiert von gelbbraun bis dunkelbraun, am Nacken hat er einen weißlichen Fleck. Er weist den typischen langgestreckten Körperbau vieler Marder auf, die Gliedmaßen sind kurz, der Schwanz buschig. Diese Tiere erreichen eine Kopfrumpflänge von 47 bis 54 Zentimetern und eine Schwanzlänge von 17 bis 23 Zentimetern. Mit durchschnittlich 1,6 Kilogramm Gewicht sind Männchen deutlich schwerer als Weibchen, die nur rund 1,0 Kilogramm wiegen.

## Verbreitung und Lebensraum

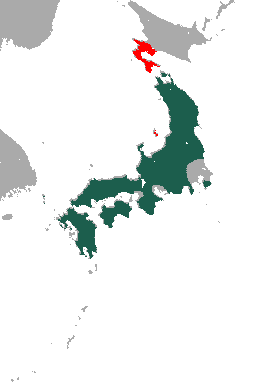
Verbreitungsgebiet des Japanischen Marders

Japanische Marder waren ursprünglich auf den drei südlichen japanischen Hauptinseln (Honshū, Shikoku, Kyūshū), auf Tsushima sowie in Korea beheimatet. Zur Pelzgewinnung wurden sie auch auf Hokkaidō und Sado eingeführt.  Ihr Lebensraum sind vorrangig Wälder, manchmal halten sie sich aber auch in offenerem Terrain auf.

## Lebensweise
Über die Lebensweise der Japanischen Marder ist nicht viel bekannt. Sie errichten Nester in Erdbauen und auch auf Bäumen. Dorthin ziehen sie sich am Tag zurück, um in der Nacht auf Nahrungssuche zu gehen. Es sind territoriale Tiere, die ihr Revier mit dem Sekret von Duftdrüsen markieren und außerhalb der Paarungszeit einzelgängerisch leben. Wie die meisten Marder sind sie Allesfresser, die kleine Säugetiere und andere Wirbeltiere wie Vögel und Frösche, Krebstiere und Insekten, aber auch Beeren und Samen zu sich nehmen.
Die Paarungszeit liegt zwischen März und Mai, zwischen Juli und August bringt das Weibchen dann ein bis fünf Jungtiere zur Welt. Diese sind mit rund vier Monaten selbständig.

## Bedrohung
Japanische Marder werden ihres Felles wegen gejagt, einige Populationen (wie auf Hokkaidō und Tsushima) sind allerdings gänzlich geschützt. Die auf Tsushima lebende Unterart M. m. tsuensis ist laut IUCN gefährdet.

## Galerie

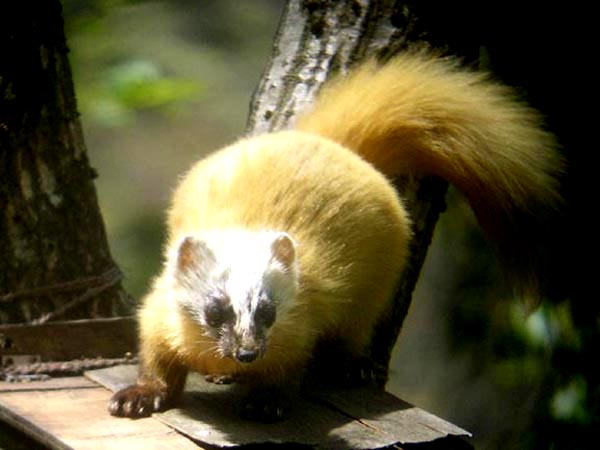
Japanischer Marder im Tanzawa-Bergland, Honshū
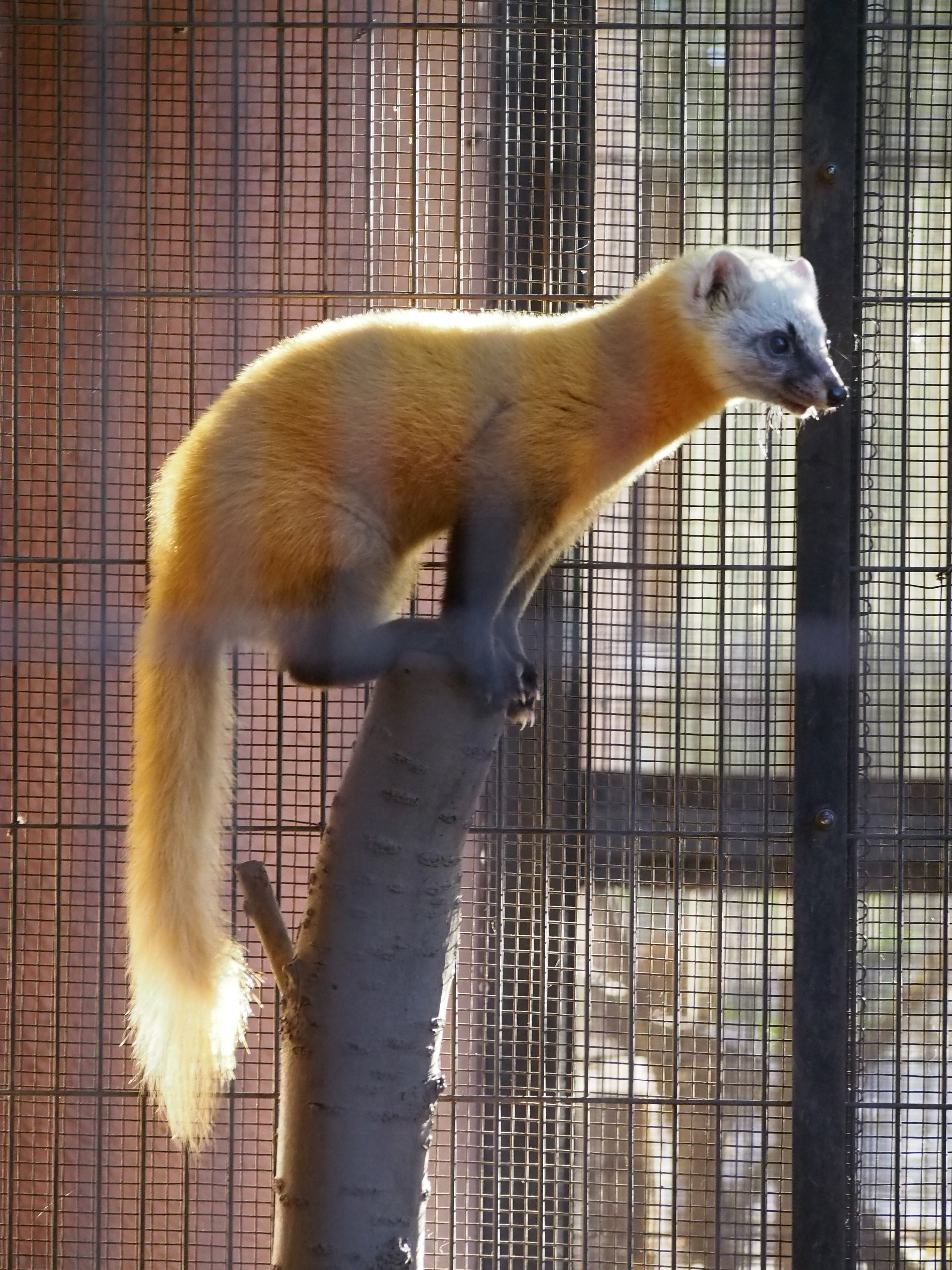
Japanischer Marder im Inokashira-Park Zoo, Musashino, Tokio
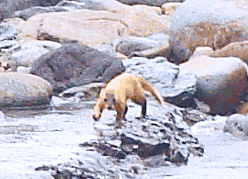
Japanischer Marder im Hakkōda-Gebirge, Honshū, Japan
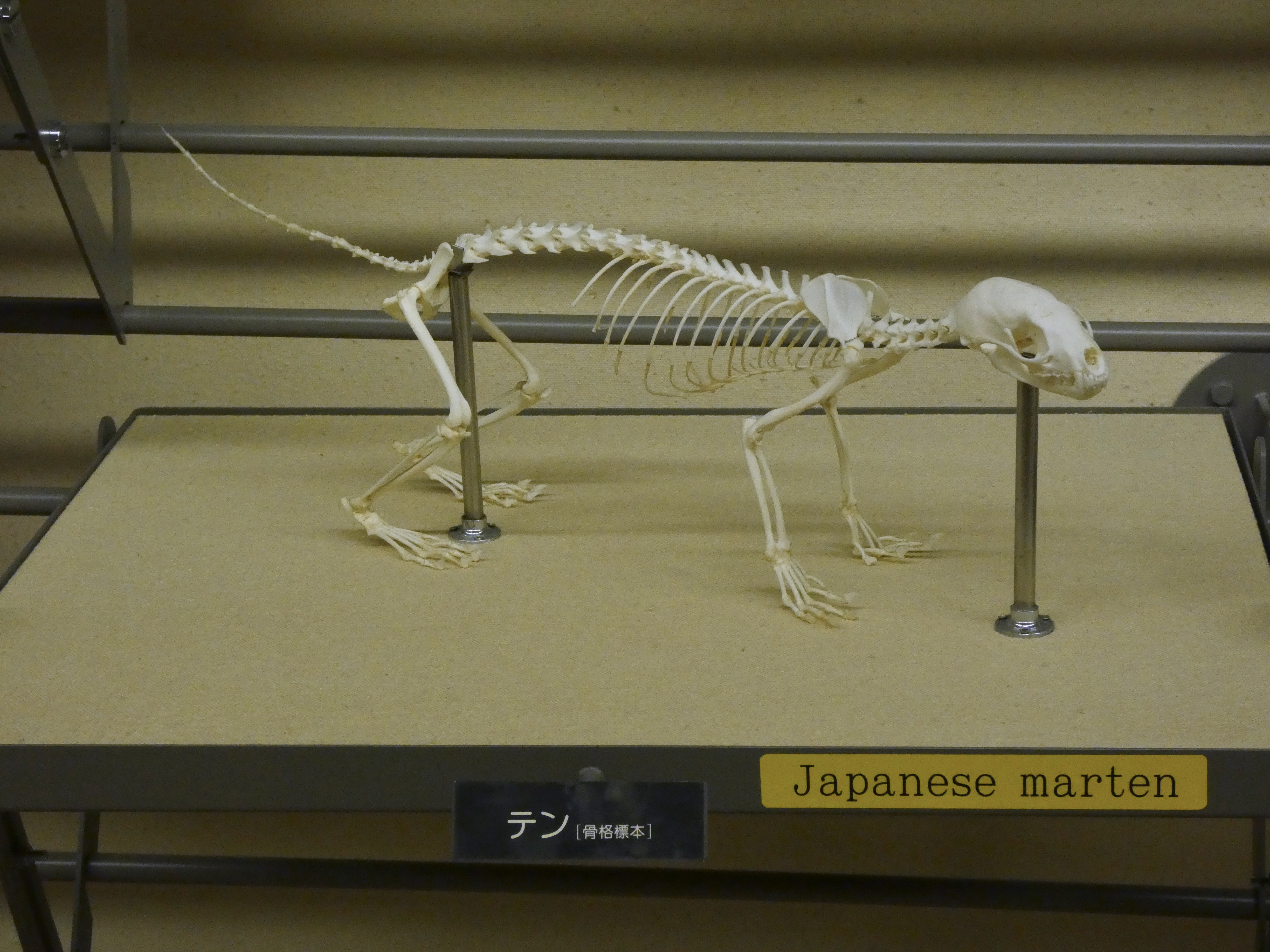
Skelettpräparat von Martes melampus im Tierhaus des Higashiyama Zoo und Botanischen Garten, Nagoya
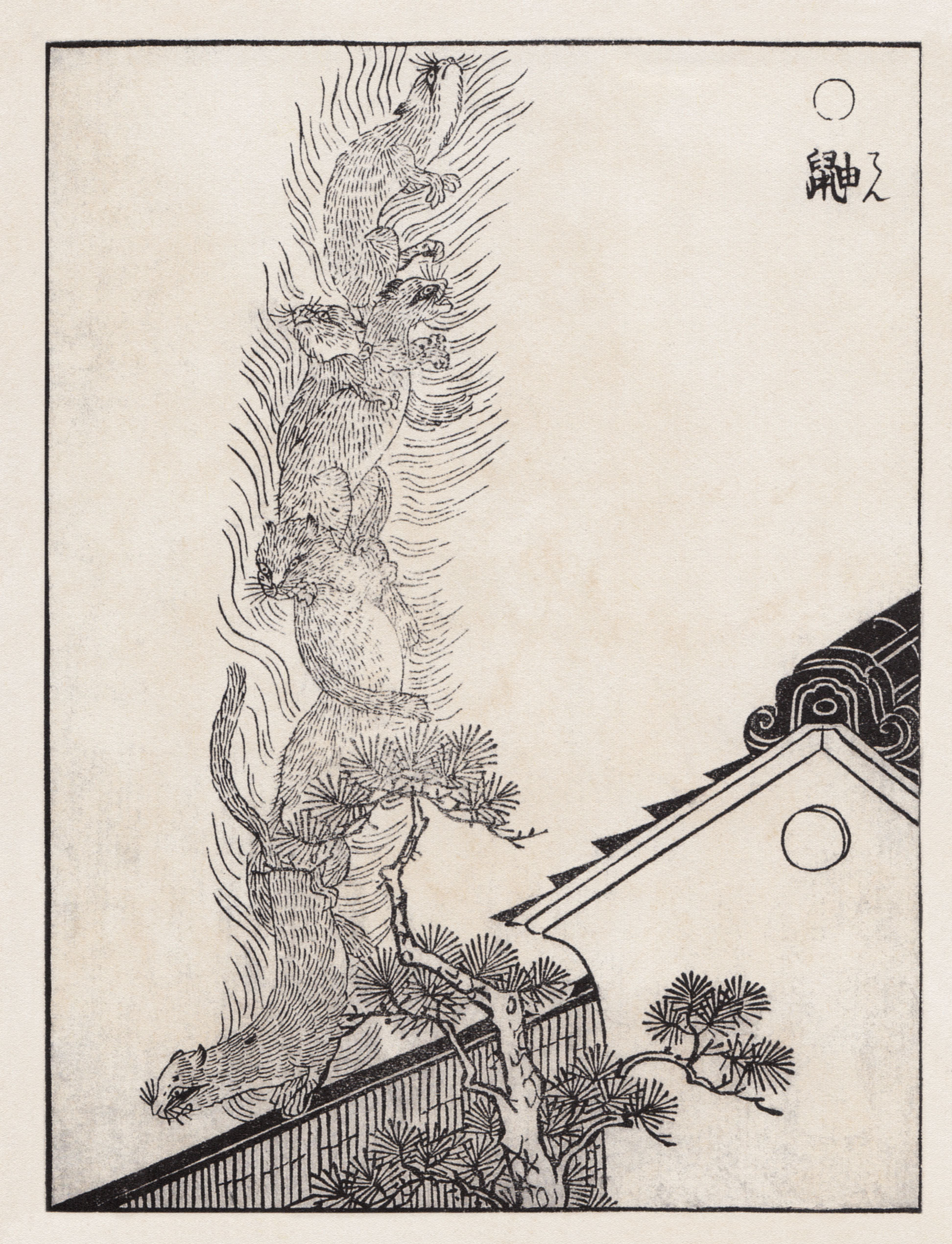
Ten (jap. für "Marder") (Martes melampus) aus dem Gazu Hyakki Yagyō von Toriyama Sekien (1776)